# اچ‌ام‌ای‌اس آدلاید (اف‌اف‌جی ۰۱)
اچ‌ام‌ای‌اس آدلاید (اف‌اف‌جی ۰۱) (به انگلیسی: HMAS Adelaide (FFG 01)) یک کشتی بود که طول آن ۱۳۸ متر (۴۵۳ فوت) بود. این کشتی در سال ۱۹۷۸ ساخته شد.